# Клер Мазур
Клер Мазур (Kler Mazur, справжнє ім'я — Світлана Володимирівна Шевченко, нар. 30 грудня 1973, м. Переяслав-Хмельницький, Київська обл.) — українська письменниця, журналістка, художниця.

## Біографічні відомості
Народилася 30.12.1973 в багатодітній родині у місті Переяслав на Київщині.
Закінчила філологічний факультет педагогічного інституту імені Григорія Сковороди (нині — Університет Григорія Сковороди в Переяславі) та Інститут права у МАУП (м. Київ).
Працювала у Музеї українських народних обрядів та звичаїв (Національний історико-етнографічний заповідник «Переяслав»), журналістом газети «Діловий Переяслав», директором Переяслав-Хмельницького районного соціального гуртожитку, заступником голови Переяслав-Хмельницької районної державної адміністрації.

## Творчість
Друкувалася в різних українських газетах і журналах. Активно займається громадською та волонтерською діяльністю.
У 2014 році видала самвидавом розмальовку з дитячими історіями «Книжечка про донечок».
У 2021 році видавництво «Лілія» надрукувало новелу на тему материнства «Дорогою ціною» в альманасі «Зі мною завжди». 
У 47 років, зіткнувшись із проблемами зі здоров'ям, почала займатися станковим живописом, підписуючи роботи «KLer Mazur». Під цим же псевдонімом у 2022 році у видавництві «Український пріоритет» вийшла книга для підлітків  «Канікули без…», за яку 2023 року була відзначена Премією імені Пантелеймона Куліша.